# Malonno
Malonno är en ort och kommun i provinsen Brescia i regionen Lombardiet i Italien. Kommunen hade 3 150 invånare (2018).